# あっちこっちAぇ!
『あっちこっちAぇ!』（あっちこっちえぇ！） は、朝日放送テレビ（ABCテレビ）で2024年5月12日（11日土曜深夜）より2024年9月29日（28日土曜深夜）に放送されたロケバラエティー番組。2024年9月29日（28日土曜深夜）に一旦終了し、2025年1月12日（11日土曜深夜）に再始動した。

## 概要
2024年5月15日にてCDデビューをした“Aぇ! group”が日本全国を旅しながら地元の皆さまに挨拶まわりして日本中から愛されるグループを目指すために、全国にメンバー全員か、メンバー2人と3人に分かれて各地で、”あっち””こっち””そっち””どっち”と書かれた4枚のカードから1枚引き、目的地を決めて、スポットに行き地元の人とふれあう番組。
THE GREATEST SHOW-NENの後番組で、同枠引き続きAぇ! groupが担当することになった。2024年10月13日（12日深夜）から12月15日（14日深夜）まで『年下彼氏2』が放送されていた。

## 出演者
Aぇ! group
- 末澤誠也
- 正門良規
- 佐野晶哉
- 小島健
- 草間リチャード敬太

## 放送内容
放送日は朝日放送基準
| 2024 | 2024    | 2024                   | 2024 | 2024     |
| 回   | 放送日  | 地域                   | スポット | メンバー |
| ---- | ------- | ---------------------- | --- | -------- |
| 1    | 5月12日 | 北海道                 | 「デカい×カワイイ 大自然ふれあい牧場」 「雪山で熱戦！北海道発の人気スポーツ」 |          |
| 2    | 5月19日 | 北海道                 | 「デカい×カワイイ 大自然ふれあい牧場」 「雪山で熱戦！北海道発の人気スポーツ」 |          |
| 3    | 5月26日 | 北海道                 | 「異国情緒あふれる港町で力いっぱいのおもてなし」 「雪山で熱戦！北海道発の人気スポーツ」 「ファーストピッチセレモニー」                                                                       |          |
| 4    | 6月9日  | 北海道                 | 「異国情緒あふれる港町で力いっぱいのおもてなし」 「雪山で熱戦！北海道発の人気スポーツ」 「ファーストピッチセレモニー」                                                                       |          |
| 5    | 6月16日 | 群馬県 静岡県          | 「ガールズグループとチョイナチョイナ体験」 「群馬を愛し、群馬に愛されるG! group」 「人里離れた山奥に眠るエメラルド」                                                                         |          |
| 6    | 6月23日 | 群馬県 静岡県          | 「ガールズグループとチョイナチョイナ体験」 「群馬を愛し、群馬に愛されるG! group」 「人里離れた山奥に眠るエメラルド」                                                                         |          |
| 7    | 6月29日 | 宮城県 福井県          | 「半世紀の時を越え復活！家族で作る激レア品種」 「太古のロマン！全国から〇〇博士集結」 |          |
| 8    | 7月7日  | 宮城県 福井県          | 「半世紀の時を越え復活！家族で作る激レア品種」 「太古のロマン！全国から〇〇博士集結」 |          |
| 9    | 7月14日 | 香川県 島根県          | 「お殿様気分を味わえ！〇〇〇万円時空を超える旅」 「県民をうならせろ 踏んで伸ばしておもてなし」 「港町でGET！ほーげたがもっしぇーな高級食材」 「800万の〇〇が集う最強縁結びスポット」         |          |
| 10   | 7月21日 | 香川県 島根県          | 「お殿様気分を味わえ！〇〇〇万円時空を超える旅」 「県民をうならせろ 踏んで伸ばしておもてなし」 「港町でGET！ほーげたがもっしぇーな高級食材」 「800万の〇〇が集う最強縁結びスポット」         |          |
| 11   | 8月10日 | 徳島県 広島県          | 「アクティビティ×グルメ 子どもに大人気くるくるなると」 「スーパーKIDSが集う！徳島初○○ジム」 「サイクリストのオアシス 刺激が強めな爽快〇〇〇！」 「地球の未来を守る！海を愛するチームナルー」 |          |
| 12   | 8月18日 | 徳島県 広島県          | 「アクティビティ×グルメ 子どもに大人気くるくるなると」 「スーパーKIDSが集う！徳島初○○ジム」 「サイクリストのオアシス 刺激が強めな爽快〇〇〇！」 「地球の未来を守る！海を愛するチームナルー」 |          |
| 13   | 9月1日  | 福岡県                 | 「人で勝利を掴み取れ！〇〇〇王国福岡」 | 遅刻：   |
| 14   | 9月8日  | 福岡県                 | 「“雅” ド派手にふれあえ 福岡文化」 「北九州発！次世代スポーツ SASSEN」 |          |
| 15   | 9月15日 | 福岡県                 | 「“雅” ド派手にふれあえ 福岡文化」 「北九州発！次世代スポーツ SASSEN」 |          |
| 16   | 9月22日 | 振り返るスペシャル企画 | 「ユニークすぎる！？強烈ふれあいコレクション」 「衝撃！あっちこっち的3大事件」 「メンバーが選ぶ 実はコレめっちゃキツかってん！」 「賛否両論“迷”物キャラランキング」                          |          |
| 17   | 9月29日 | 振り返るスペシャル企画 | 「ユニークすぎる！？強烈ふれあいコレクション」 「衝撃！あっちこっち的3大事件」 「メンバーが選ぶ 実はコレめっちゃキツかってん！」 「賛否両論“迷”物キャラランキング」                          |          |

| 2025 | 2025    | 2025                                       | 2025                                       | 2025                                           |
| 回   | 放送日  | 地域                                       | メンバー                                   | 備考                                           |
| ---- | ------- | ------------------------------------------ | ------------------------------------------ | ---------------------------------------------- |
| 18   | 1月12日 | 沖縄                                       |                                            |                                                |
| 19   | 1月19日 | 沖縄                                       |                                            |                                                |
| 20   | 1月26日 | 沖縄                                       |                                            |                                                |
| 21   | 2月2日  | 沖縄                                       |                                            |                                                |
| 22   | 2月9日  | 岡山県 富山県                              |                                            | :体調不良のため(富山県）ナレーションにて参加。 |
| 23   | 2月16日 | 岡山県 富山県                              |                                            | :体調不良のため(富山県）ナレーションにて参加。 |
| 24   | 2月23日 | 岡山県 富山県                              |                                            | :体調不良のため(富山県）ナレーションにて参加。 |
| 25   | 3月2日  | 岡山県 富山県                              |                                            | :体調不良のため(富山県）ナレーションにて参加。 |
| 26   | 3月9日  | 大阪 神奈川                                |                                            |                                                |
| 27   | 3月16日 | 大阪 神奈川                                |                                            |                                                |
| 28   | 3月23日 | 大阪 神奈川                                |                                            |                                                |
| 29   | 3月30日 | 大阪 神奈川                                |                                            |                                                |
| 30   | 4月6日  | 新潟県 愛知県                              |                                            |                                                |
| 31   | 4月13日 | 新潟県 愛知県                              |                                            |                                                |
| 32   | 4月20日 | 新潟県 愛知県                              |                                            |                                                |
| 33   | 4月27日 | 新潟県 愛知県                              |                                            |                                                |
| 34   | 5月4日  | 特別編「実はこんな映像撮れちゃいましたSP」 | 特別編「実はこんな映像撮れちゃいましたSP」 | 特別編「実はこんな映像撮れちゃいましたSP」     |
| 35   | 5月11日 | 兵庫県 愛媛県                              |                                            | :別仕事のため5月25日、6月1日は、不在。         |
| 36   | 5月18日 | 兵庫県 愛媛県                              |                                            | :別仕事のため5月25日、6月1日は、不在。         |
| 37   | 5月25日 | 兵庫県 愛媛県                              |                                            | :別仕事のため5月25日、6月1日は、不在。         |
| 38   | 6月1日  | 兵庫県 愛媛県                              |                                            | :別仕事のため5月25日、6月1日は、不在。         |
| 39   | 6月8日  | 奈良県 鳥取県                              |                                            |                                                |
| 40   | 6月15日 | 奈良県 鳥取県                              |                                            |                                                |
| 41   | 6月22日 | 奈良県 鳥取県                              |                                            |                                                |
| 42   | 6月29日 | 奈良県 鳥取県                              |                                            |                                                |

## スタッフ
| 構成           | 東雲 信介 村上 司               |
| CA             | 辻井 翔大 服部 篤               |
| 編集           | 鎌田 光海 井原 理恵             |
| SE・MA         | 三木 直彦                       |
| タイトルロゴ   | 仲里 カズヒロ                   |
| 美術           | 大屋 信徹                       |
| 美術協力       | まいど                          |
| メイク         | LISA 小宮山 由貴                |
| 編成           | 森川 亜紀                       |
| PR             | 小林 未来                       |
| デスク         | 田村 圭                         |
| AD             | 中村 さやか 木越 百美 西田 圭志 |
| AP             | 前川 裕美                       |
| ディレクター   | 尾崎 良介 守屋 賢 笹井 菜由     |
| 総合演出       | 富山 将嗣                       |
| プロデューサー | 里森 公彦 谷口 雄紀 惠村 悟     |
| 制作協力       | ABC LIBRA                       |

- 撮影・音声は地方に異なるため記載せず。

(2025年2月現在）